# Equalizzazione

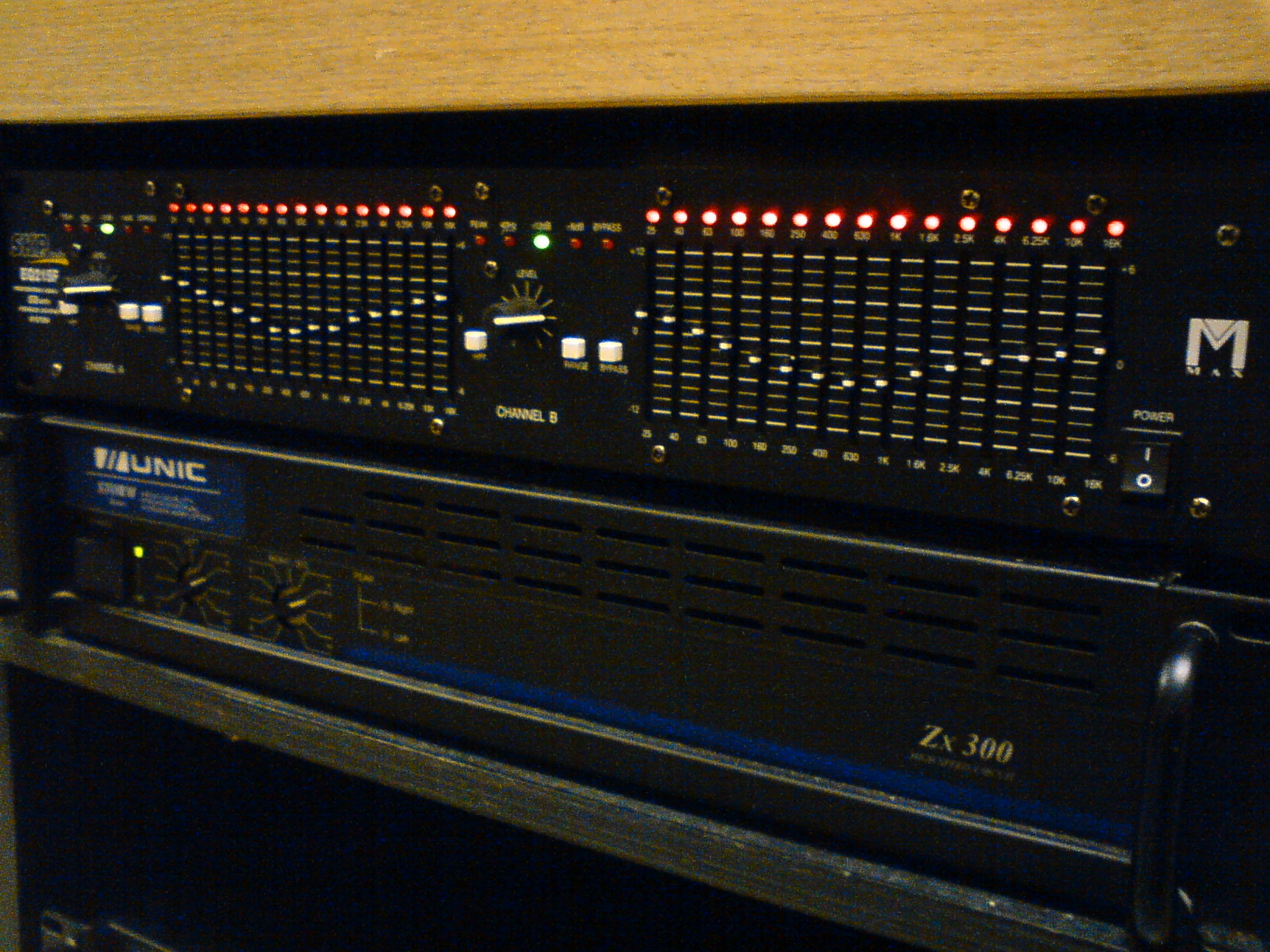
Equalizzatore grafico stereo, 15 bande per canale

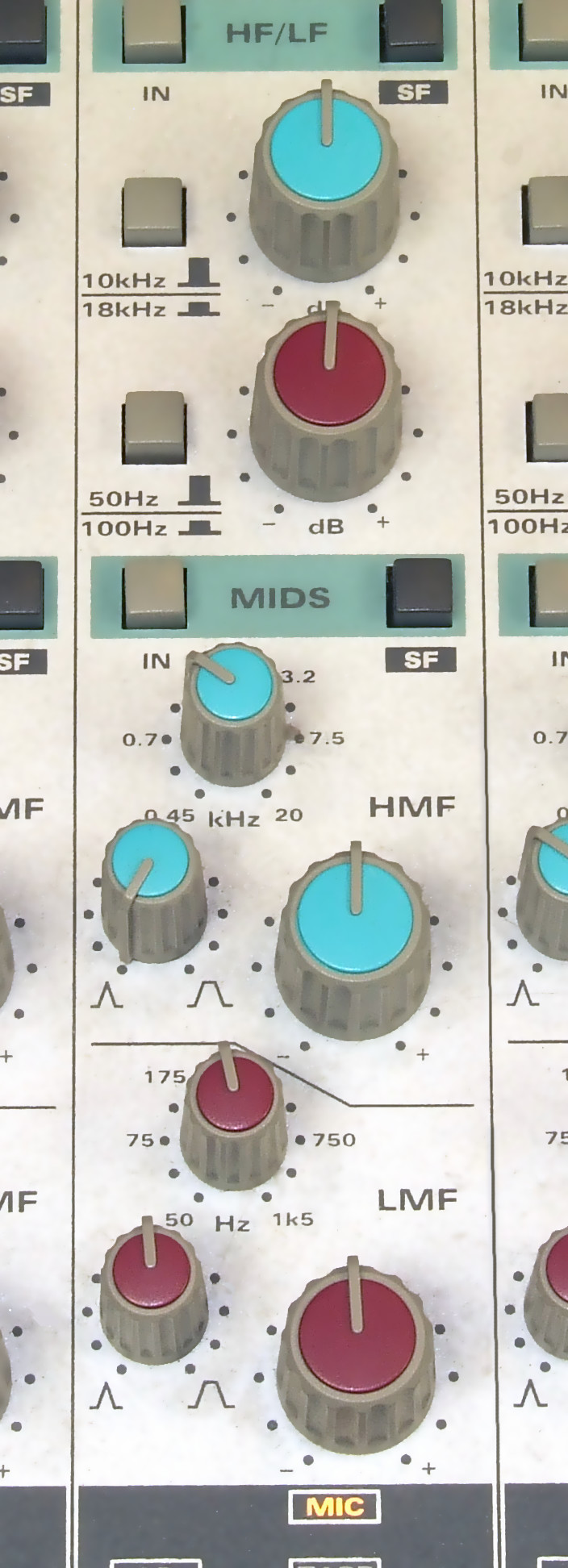
Dettaglio del pannello di un equalizzatore professionale.

Con equalizzazione, nel campo del trattamento dei segnali audio, si indica l'operazione di livellamento delle varie parti dello spettro di frequenze che compongono un segnale audio.

## Descrizione
L'equalizzazione è una tecnica di trattamento del segnale audio, per variare la quantità (ampiezza) delle varie frequenze (basse, medie e alte) o bande di frequenze, del suono. La regolazione, detta anche filtraggio (benché questo termine sia proprio di procedure più specifiche), si effettua con un apparecchio chiamato equalizzatore, che può essere di varie tipologie e può operare in regime analogico o digitale (es: DSP).
I campi di applicazione dell'equalizzazione sono molteplici, ma tipicamente viene usata per:
- correzione timbrica durante la ripresa sonora, la fase di post produzione e/o le operazioni di mastering
- correzione timbrica per l'acustica di spazi e ambienti dove viene riprodotta la musica con impianti di sonorizzazione (room acoustic compensation o anche detta "linearizzazione")
- eliminazione / riduzione di fruscii, rumori ricorrenti ecc. in ogni fase di ripresa o ascolto (filtraggio)
- creazione di nuove sonorità (es: simulare il suono tipico della voce in una telefonata)

### Tipi di equalizzatori
A seconda della tipologia di progettazione, gli equalizzatori si dividono essenzialmente in controlli di tono, equalizzatori grafici ed equalizzatori parametrici.
Gli equalizzatori grafici dividono l'intero spettro musicale in più porzioni e l'utente può regolare, per mezzo dei regolatori a cursore, il livello di quella determinata porzione o banda di frequenze, che corrisponderà ad esempio ai bassi, oppure ai medio bassi, agli alti, ecc.
Il numero di tali porzioni e le frequenza centrali di ogni porzione dipendono dall'applicazione d'uso: un semplice amplificatore da hi-fi possiede un equalizzatore a 2 bande (porzioni) ovvero bassi ed acuti.
Equalizzatori più sofisticati possiedono anche una terza banda (medi), o 5 bande (bassi, medio-bassi, medi, medio-acuti, acuti), o 7 bande (e in tal caso si parlarla di equalizzatore "a ottava", essendo le frequenze centrali di ogni banda il doppio della precedente, come le ottave musicali), o ancora a 15 bande (a 2/3 di ottava).
Gli equalizzatori destinati all'uso professionale arrivano ad avere 31 bande di regolazione e sono detti "a terzi d'ottava" poiché ogni cursore copre 1/3 di ogni ottava, da 20 Hz a 20.000 Hz con passi minimi (esempio 16 Hz - 20 - 25 31 40 50 63 80 100 120 150 e sono particolarmente adatti nelle operazioni di mastering e di correzione dell'acustica dell'impianto audio installato).
Gli equalizzatori parametrici sono più complessi, ma permettono di effettuare correzioni evitando particolari danni al segnale, essendo utilizzati soprattutto nelle riprese dei suoni in spettacoli dal vivo, dove gli errori e le pesanti correzioni timbriche possono essere dannosi.
Un equalizzatore parametrico è in media dotato nei mixer analogici di 4 filtri invece di 7, 15 o ancora 31 come nei tipi grafici, ma ognuno di questi filtri può essere regolato nei suoi parametri, da cui il nome. Oltre al livello della banda di frequenza interessata, è possibile "sintonizzare" il filtro su una determinata frequenza di intervento ed è inoltre possibile regolare l'ampiezza di tale porzione, detta "Q". Tali possibilità di regolazione consente al fonico di intervenire in maniera chirurgica su risonanze, inneschi e quant'altro, senza influenzare pesantemente il segnale audio come avverrebbe ad esempio con un equalizzatore grafico a poche bande. Va detto poi che nella maggior parte dei mixer professionali la sezione filtri incorpora sia almeno 4 equalizzatori parametrici, che due grafici (bassi e acuti) detti shelving, atti a velocizzare le operazioni, oltre alla presenza di filtri passa alto regolabili (utili a diminuire i rumori dei calpestii sul palco). L'arrivo della tecnologia digitale di qualità nel campo dei mixer audio professionali ha esteso la possibilità di avere ancora più filtri ed addirittura di configurarli in una data maniera, richiamabile a piacere.

### Collocazione dell'equalizzatore
All'interno di una sequenza di effetti e processori di segnale, dove l'input è costituito da un segnale da amplificare (es. microfono, chitarra, basso...) e l'output è costituito dal cosiddetto "finale di potenza" che alimenta il segnale elaborato e lo passa alle casse acustiche, l'equalizzatore viene tipicamente posto nella parte finale della catena, in modo che il suono possa essere opportunamente regolato sulla base della timbrica e dell'acustica "di ritorno", cioè dell'effettiva sensazione acustica di chi ascolta. Nei sistemi di amplificazione compatti, l'equalizzazione è una regolazione posta sull'amplificatore stesso. Ciò non toglie che l'equalizzatore possa essere utilizzato, all'interno della catena di effetti e processori di segnale, anche in altre posizioni, per ottenere una pre-elaborazione del segnale di ingresso e riuscire così ad amplificare o ridurre frequenze che saranno poi elaborate da altri processori di effetti.

### Filtri
Un dispositivo equalizzatore classico ha lo scopo di compensare le variazioni della risposta all'impulso del canale, in modo che tutto il sistema, compreso l'equalizzatore stesso, possa comportarsi come un filtro di Nyquist. In pratica è un filtro digitale, quindi è costituito da un filtro digitale e da un sistema che tramite un opportuno algoritmo (ad esempio LMS - least mean square) aggiusta i coefficienti del filtro sulla base della sequenza di training.
Il procedimento è attuato mediante appositi filtri equalizzatori che modificano la forma d'onda risultante della funzione di trasferimento del sistema. Una particolare equalizzazione standardizzata, definita curva RIAA, è utilizzata da decenni nella procedura di incisione dei dischi in vinile, e viene impiegata al solo scopo di ovviare all'impossibilità di poter trasferire nel solco del disco tutto il range dinamico di un brano musicale; questa equalizzazione comprime il livello delle frequenze basse ed espande il livello di quelle alte, la stessa equalizzazione con parametri invertiti viene usata durante la riproduzione del brano; in tal modo, questa doppia equalizzazione permette di ascoltare il brano audio originale senza alcuna alterazione, il circuito elettrico, relativamente semplice è costituito da una rete di resistori e condensatori.

### Tipologie
I circuiti che costituiscono un equalizzatore possono essere molto semplici, come il circuito RIAA di riproduzione o quelli in dotazione agli impianti Hi-Fi ed apparecchi portatili; altri più complessi sono in dotazione alle apparecchiature utilizzate negli studi di registrazione e mastering. Molto sofisticati sono gli equalizzatori d'ambiente, progettati unicamente per aiutare a linearizzare al meglio la risposta in frequenza di un ambiente destinato all'ascolto della musica; si interviene sugli elementi di arredo e dislocando in punti appropriati, elementi fissi in materiale fonoassorbente, dedicati ad attenuare di una certa misura determinate frequenze, una volta equalizzato l'ambiente, l'apparecchio non si usa più, il suo funzionamento consiste nel generare un segnale audio, il quale inizia dalla frequenza udibile più bassa e sale linearmente fino alla più alta; contemporaneamente, tramite un microfono campione posizionato nel punto di ascolto, analizza il segnale restituito dal microfono, fornendo graficamente su un display, la risposta in frequenza dell'ambiente, ripetendo la prova più volte dopo aver variato la dislocazione degli elementi di arredo, si giunge infine ad ottenere, per successive approssimazioni, la migliore risposta dell'ambiente.

## Equalizzazione dei ritardi
Nell'ambito delle reti di telecomunicazioni il termine equalizzatore è usato per identificare un particolare componente hardware, utilizzato in ricezione all'interno dei dispositivi di rete interni o nei terminali, per equalizzare ovvero eliminare il ritardo variabile che pacchetti IP, trasportati secondo la classica commutazione di pacchetto, subiscono nel transito sulla rete di trasporto quando a questo flusso di dati è associata una comunicazione sensibile ai ritardi e alla variabilità del ritardi di propagazione come ad esempio le comunicazioni real-time (es. fonia) specie in reti integrate nei servizi. Tipicamente si tratta di buffer di ricezione che vengono riempiti dai pacchetti in arrivo e che subiscono la successiva ritrasmissione ad un tasso di emissione costante. Questo tipo di equalizzazione è presente ad esempio nella tecnologia VOIP e nello streaming audio-video.